# José Garfias
José Antonio Garfias Martínez Lavín, mais conhecido como José Garfias ou ainda Joss Garfias (San Luis Potosí, 25 de outubro de 2004) é um automobilista mexicano que atualmente compete na Eurofórmula Open com a equipe Team Motopark, tendo competido anteriormente na Eurocup-3. Ele competiu no Campeonato de Fórmula 3 da FIA de 2025 na rodada de Barcelona com a AIX Racing.

## Biografia
José Antonio Garfias Martínez Lavín é natural de San Luis Potosí, capital do estado homônimo do México. Joss, como é carinhosamente chamado, é sobrinho de Rodolfo Lavín, ex-piloto que competiu na CART entre 2003 e 2005. Além dele, seu pai José Garfias também competiu em diversas categorias do automobilismo mexicano. Joss começou a correr em Go Karts aos três anos, recebendo apoio da família desde cedo.

## Carreira

### Anos iniciais
Garfias se iniciou no automobilismo através do kart, competindo profissionalmente desde os nove anos em campeonatos nacionais e regionais. Permaneceu até 2019, ano em que competiu na classe X30 Júnior.
A estreia de Garfias em monopostos ocorreu em 2019, quando ele competiu na última temporada da Fórmula México, onde foi terceiro colocado com 333 pontos, bem distante do vice Eloy Sebastián e do campeão Daniel Escoto.

### Fórmula 4
Ainda em 2019, Garfias se juntou à rodada final do Campeonato NACAM de Fórmula 4 com a Telcel RPL Racing. Ele marcou pontos em todas as três corridas, terminando em 15º na classificação.
Garfias permaneceu na Telcel RPL Racing para 2019-20, fazendo sua temporada completa na F4 NACAM. Ele conquistou sua primeira vitória na segunda corrida com grid invertido no Autódromo Miguel E. Abed. Venceu novamente em Yucatán e em Monterrey, totalizando sete pódios e encerrando a temporada em quarto lugar na classificação geral.

### GB3
Para 2021, Garfias juntou-se à Elite Motorsport para correr no Campeonato GB3 (antiga Fórmula 3 Inglesa, conhecido durante a maior parte da temporada como Fórmula 3 BRDC). Ele obteve como melhor resultado um quinto lugar na terceira corrida em Silverstone, tendo conquistado a posição de Frederick Lubin com seu carro parcialmente na grama. Ele deixou a categoria antes da segunda rodada de Silverstone, terminando em 17º na classificação.

### Fórmula Regional

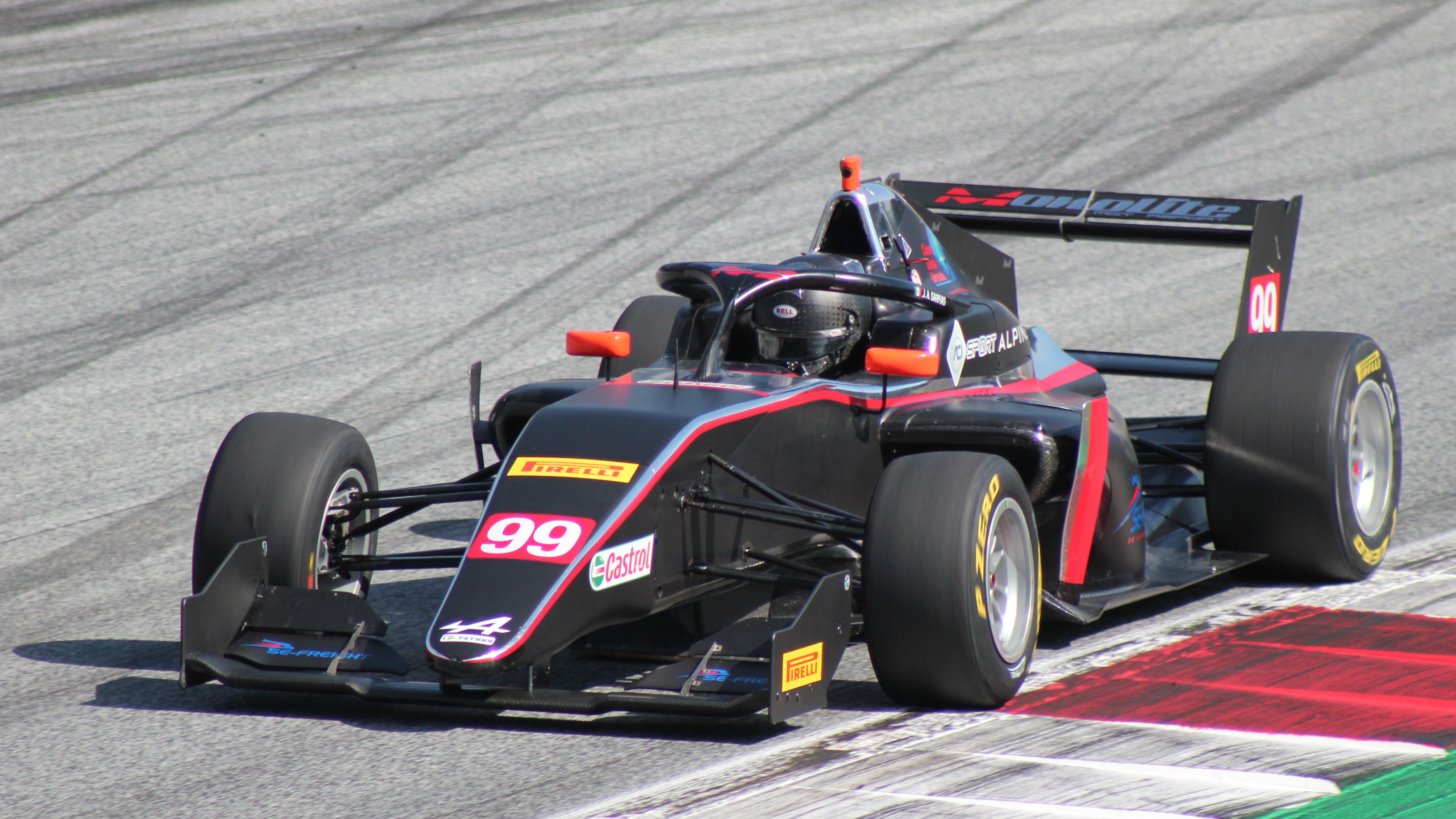
Garfias durante a etapa austríaca da Fórmula Regional Europeia de 2021

No final de 2021, Garfias fez parceria com a Monolite Racing para disputar três rodadas do Campeonato de Fórmula Regional Europeia. Ele não conseguiu marcar pontos, tendo como melhor resultado um par de vigésimos lugares, e terminando em 36º na classificação geral.
Em 2024, Garfias competiu no Campeonato de Fórmula Regional do Oriente Médio com a Saintéloc Racing, substituindo Matteo de Palo a partir da terceira rodada. Mais uma vez, não conseguiu pontuar, se classificando em 27º.

### Eurocup-3

#### 2023

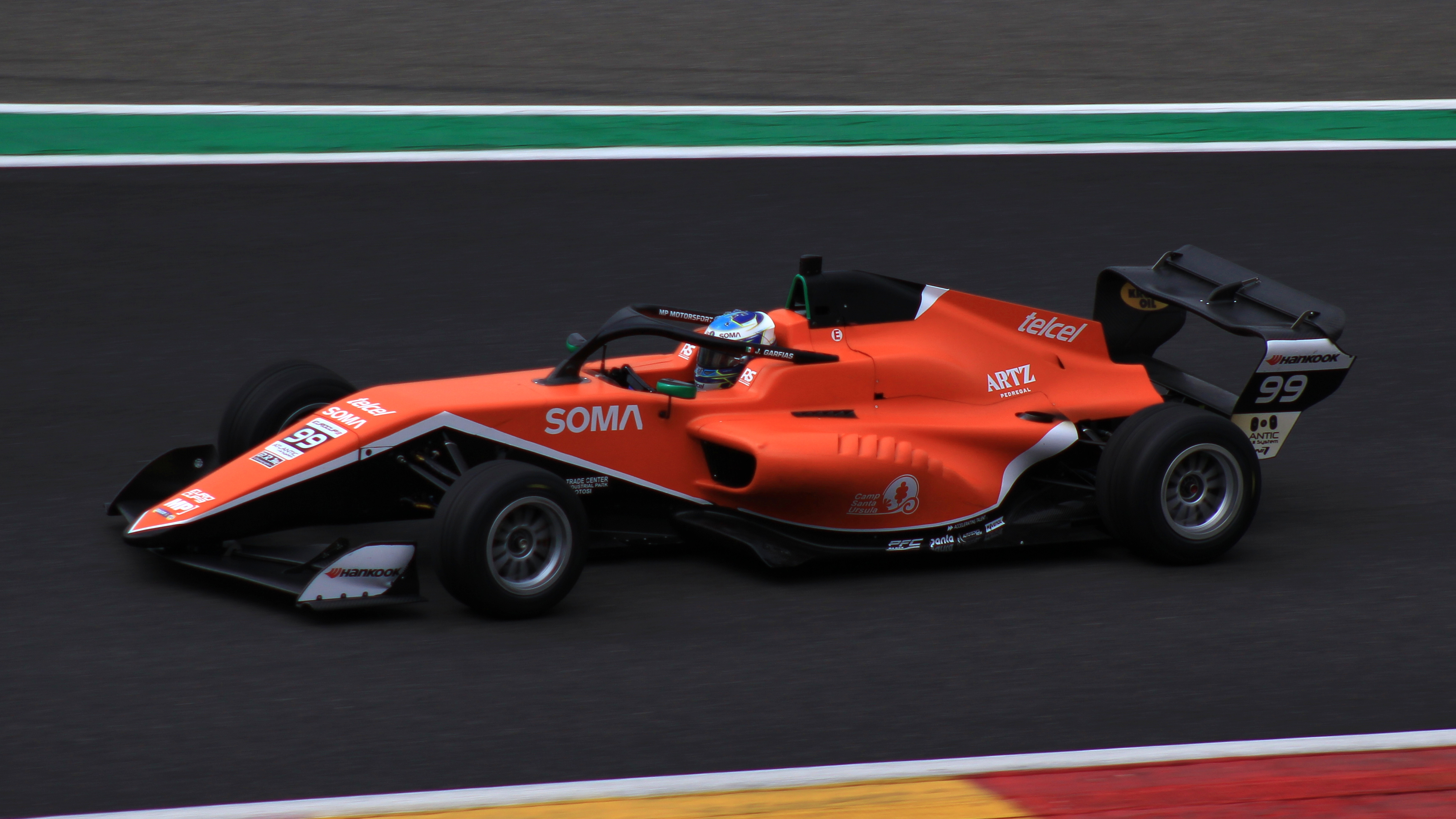
Garfias na etapa de Spa-Francorchamps da Eurocup-3 de 2023

Depois de um ano afastado das corridas por falta de patrocinadores, Garfias juntou-se à MP Motorsport para a temporada inaugural da Eurocup-3. Ele conquistou seu primeiro pódio em Aragão, se beneficiando de uma penalidade recebida por Bruno del Pino por conta dos limites da pista. Após uma série de atuações consistentes onde não terminou abaixo do sexto lugar, Garfias conquistou quatro pódios nas últimas cinco corridas da temporada, se classificando em quarto lugar, com 160 pontos.

#### 2024
Garfias retornou à Eurocup-3 em 2024, se transferindo para a Saintéloc Racing, que fazia sua primeira temporada completa na competição. O mexicano conquistou o sexto lugar na etapa de abertura, realizada em Spa sob chuva. Superou esse resultado com um quinto lugar em Portimão, que veio depois que ele fez contato com seu companheiro de equipe Alexander Abkhazava, e mais tarde, obteve seu melhor resultado do ano em Paul Ricard, quando foi o quarto colocado. Mas Garfias não conseguiu manter a consistência, tendo dificuldade de pontuar nas outras provas, e se afastou da Eurocup-3 a partir da sétima rodada. Com isso, ele terminou em 10º na classificação, com 52 pontos.

### Eurofórmula Open

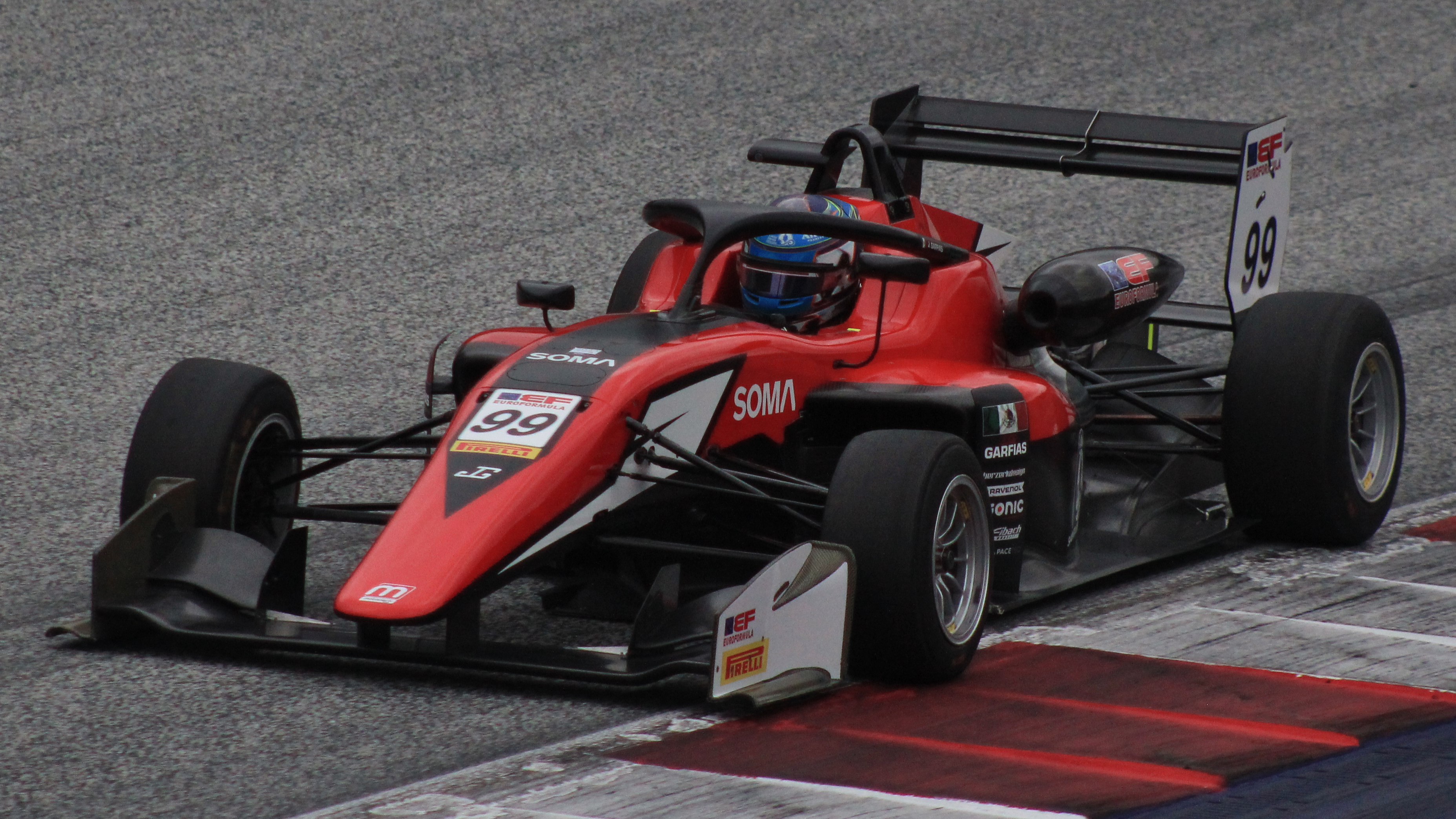
Garfias no Red Bull Ring em 2024

Garfias competiu nas três últimas rodadas da Eurofórmula Open de 2024 com a Team Motopark. Conquistou dois pódios em três corridas em Barcelona e Monza, se classificando em sétimo lugar, com 99 pontos.
Em abril de 2025, foi anunciado que Garfias permaneceria com a Motopark para disputar a temporada completa da Eurofórmula Open. O mexicano conquistou seu primeiro pódio da temporada na corrida 3 em Spa-Francorchamps, apesar de ter rodado na volta de abertura.

### Fórmula 3
Em 28 de maio de 2025, foi anunciado que Garfias faria sua estreia na Fórmula 3 da FIA ao participar da rodada de Barcelona com a AIX Racing, substituindo o lesionado James Hedley.

## Resultados

### Resumo da carreira
| Temporada | Categoria                         | Equipe            | Corridas | Vitórias | Poles | V.M.R. | Pódios | Pontos | Posição |
| --------- | --------------------------------- | ----------------- | -------- | -------- | ----- | ------ | ------ | ------ | ------- |
| 2018–19   | Fórmula 4 NACAM                   | Telcel RPL Racing | 3        | 0        | 0     | 0      | 0      | 14     | 15º     |
| 2019      | Fórmula México                    | RE Racing         | 5        | 0        | 0     | 0      | 4      | 333    | 3º      |
| 2019–20   | Fórmula 4 NACAM                   | Telcel RPL Racing | 20       | 3        | 0     | 2      | 7      | 238    | 4º      |
| 2021      | Campeonato GB3                    | Elite Motorsport  | 15       | 0        | 0     | 0      | 0      | 117    | 17º     |
| 2021      | Fórmula Regional Europeia         | Monolite Racing   | 6        | 0        | 0     | 0      | 0      | 0      | 36º     |
| 2023      | Eurocup-3                         | MP Motorsport     | 16       | 0        | 0     | 0      | 5      | 160    | 4º      |
| 2024      | Fórmula Regional do Oriente Médio | Saintéloc Racing  | 9        | 0        | 0     | 0      | 0      | 0      | 27º     |
| 2024      | Eurocup-3                         | Saintéloc Racing  | 12       | 0        | 0     | 1      | 0      | 52     | 10º     |
| 2024      | Eurofórmula Open                  | Team Motopark     | 9        | 0        | 1     | 1      | 4      | 99     | 7º      |
| 2025      | Eurofórmula Open                  | Team Motopark     | 6        | 0        | 0     | 1      | 1      | 47*    | 6º*     |
| 2025      | Fórmula 3                         | AIX Racing        | 0        | 0        | 0     | 0      | 0      | 0*     | TBD*    |

## Links externos
- Estatísticas da carreira de José Garfias no DriverDB.com